# People Can Fly
People Can Fly, en tid kallat Epic Games Poland, är en polsk datorspelsutvecklare etablerad i februari 2002 av Adrian Chmielarz med säte i Warszawa, Polen. Deras första videospel var Painkiller.